# Sinagoga Kadoorie

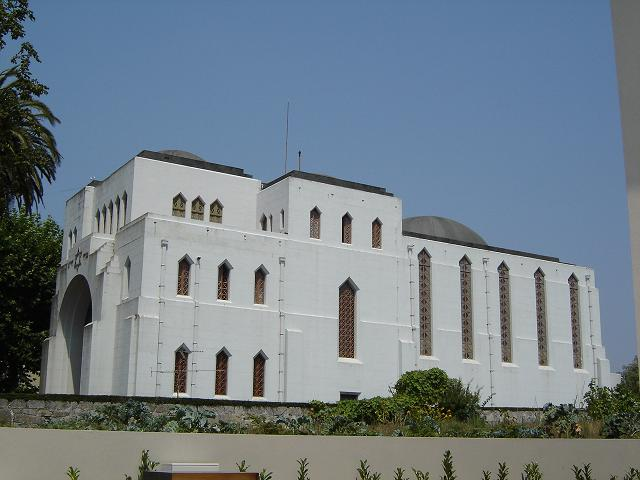
Sinagoga Kadoorie Mekor Haim

Die Sinagoga Kadoorie (auch: Sinagoga Kadoorie Mekor Haim) ist Sitz der israelitischen Gemeinde in der portugiesischen Stadt Porto. Sie wurde in den 1930er Jahren errichtet und ist die größte Synagoge der Iberischen Halbinsel.

## Geschichte
Die Planung einer eigenen Synagoge der jüdischen Gemeinde in Porto begann bereits 1923. Erst 1929 konnte die jüdische Gemeinde jedoch das nötige Bauland erwerben. Der Bau begann Ende des Jahres und zog sich bis ins Jahr 1937 hin. Mit finanzieller Unterstützung der Unternehmerfamilie Kadoorie und weiterer Spender aus dem Ausland konnte die Synagoge 1937 fertiggestellt und 1938 eingeweiht werden.
Seit 2012 ist die Synagoge einer breiteren Öffentlichkeit zugänglich. Seit 2015 beherbergt sie auch ein jüdisches Museum.